# Marichette
Pour les articles homonymes, voir Leblanc.
Émilie C. Leblanc dite Marichette est née le 14 mai 1863 à Memramcook, au Nouveau-Brunswick. Dans une série de lettres publiées entre 1895 et 1898, elle dénonce plusieurs injustices sociales traitant sur les conditions de vie des Acadien. Elle est considérée comme la première Acadienne à revendiquer les droits des femmes. 

## Biographie
Elle fit ses études dans son village natal, au couvent Notre-Dame-du-Sacré-Cœur. Elle poursuivit ses études à l'École normale de Fredericton et entreprit ensuite une carrière d'enseignante à Weymouth, en Nouvelle-Écosse. 
Elle est surtout connue pour sa série de 13 lettres publiées entre 1895 et 1898 dans le journal L'Évangéline publié dans la région de Weymouth, sous le pseudonyme de Marichette.
Marichette est une vieille femme pauvre, mère de nombreux enfants, et peu instruite. Dans un langage populaire, elle dénonce plusieurs injustices sociales et traite de sujets controversés comme les conditions de vie des Acadiens, réclame le droit des votes aux femmes, etc,.
Émilie Leblanc a su créer un certain débat de société. Ses critiques n'ont évidemment pas plu à tout le monde et à la suite de nombreuses pressions sociales, Émilie Leblanc cessa d'écrire en 1898. Sa véritable identité est longtemps restée inconnue,.
Après s'être mariée à Jos Honoré Carrier, elle retourne au Nouveau-Brunswick. Elle meurt quelques années plus tard le 19 décembre 1935 à Memramcook.  

## Thèmes des lettres
Voici la date de publication des lettres de Marichette dans le journal l'Évangeline ainsi que les thèmes abordés dans ces dernières:
1. 14 février 1895 : Le vote des femmes
2. 28 février 1895 : Mœurs électorales et l'émigration
3. 14 mars 1895 : Le carême et le taureau de course
4. 2 mai 1895 : Les sœurs de Marichette, le fromage de Cocagne, l'émigration et la langue
5. 5 septembre 1895 : Les grenouilles et la campagne électorale
6. 3 octobre 1895 : La langue et le lendemain d'élections
7. 4 juin 1896 : Changement de gouvernement à Ottawa
8. 27 août 1896 : Défaite des Tories et le principe de Malakoff
9. 22 octobre 1896 : Le dentier, Marc et Jacques
10. 7 janvier 1897 : Noël, l'alcool, les Noirs de Sissiboo
11. 18 mars 1897 : Le Mardi-gras, la supériorité des femmes, le postier indiscret
12. 26 août 1897 : Les jeunes Acadiennes aux États, l'inspecteur des alcools et la locomotive
13. 3 février 1898 : Critique du Moniteur, un journal pour les femmes et les porte-balles[6]